# Tom Steels
Tom Steels (Sint-Gillis-Waas, 2 de setembre de 1971) és un ciclista belga, ja retirat, que fou professional entre 1994 i 2008. Considerat com un dels millors esprintadors del món, en el seu palmarès destaquen quatre campionats nacionals en ruta (1997, 1998, 2002, 2004), dues edicions de la Gant-Wevelgem (1996 i 1999), nou etapes del Tour de França (quatre el 1998, tres el 1999 i dues el 2000) i dues etapes de la Volta a Espanya (1996).

## Biografia
Els inicis de Tom Steels es troben en el ciclisme en pista. El 1991 i 1992 es proclama campió de Bèlgica de velocitat per equips junt a Gino Primo i això li permet prendre part en els Jocs Olímpics de Barcelona. Quatre anys més tard, a Atlanta, va disputar la prova en ruta del programa de ciclisme.
El 1994 va ser el salt al professionalisme de la mà de l'equip Vlaanderen 2002. Serà a partir de 1996, i el seu fitxatge pel Mapei quan comenci a destacar entre els millors esprintadors del moment. És en aquests anys quan assoleix la major part de les seves victòries.
El 2008 va posar punt final a la seva carrera professional al critèrium de Nieuwkerken-Waas.
L'octubre de 2010 anuncià el seu fitxatge com a entrenador i director esportiu de l'equip Quick Step.

## Palmarès

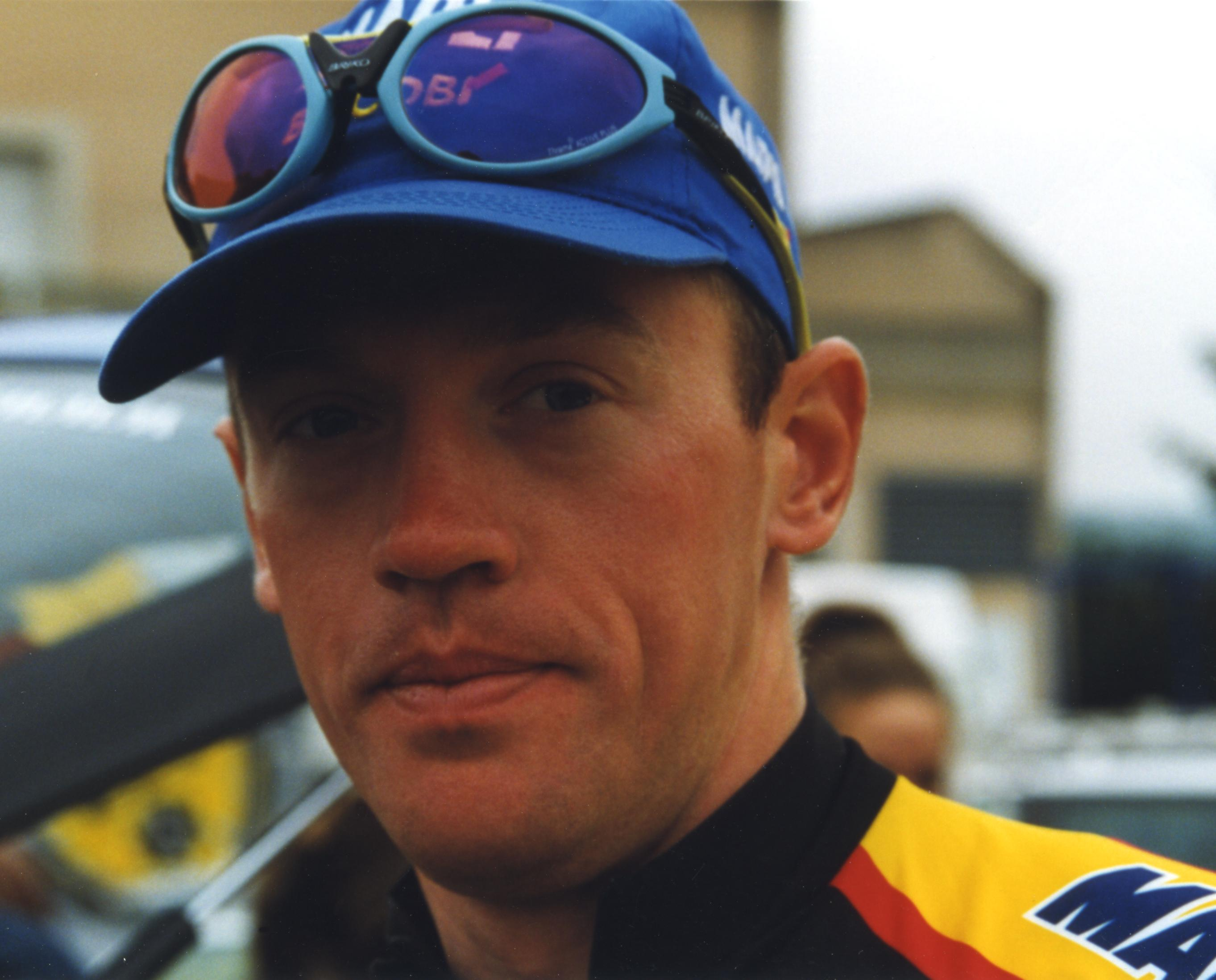
Tom Steels a la París-Tours 1998

- 1991
  -  Campió de Bèlgica de velocitat per equips, amb Gino Primo
- 1992
  -  Campió de Bèlgica de velocitat per equips, amb Gino Primo
- 1994
  - Vencedor d'una etapa del Tour de l'Avenir
- 1995
  - 1r al Memorial Rik van Steenbergen
  - 1r al Nationale Sluitingsprijs
  - 1r al Gran Premi del 1r de maig - Premi d'honor Vic de Bruyne
  - Vencedor d'una etapa de la Volta als Països Baixos
- 1996
  - 1r a la Gant-Wevelgem
  - 1r al Circuit Het Volk
  - 1r a la Fletxa costanera
  - Vencedor de 2 etapes de la Volta a Espanya
  - Vencedor de 2 etapes del Tour del Mediterrani
  - Vencedor d'una etapa de la Volta a Galícia
- 1997
  -  Campionat de Bèlgica en ruta
  - 1r al Trofeu Calvià
  - 1r a la Copa Sels
  - Vencedor de 4 etapes de la París-Niça
  - Vencedor de 2 etapes del Tour de Valònia
  - Vencedor d'una etapa de la Volta a Suïssa
  - Vencedor d'una etapa de la Volta a Luxemburg
- 1998
  -  Campionat de Bèlgica en ruta
  - 1r a l'A través de Flandes
  - 1r al Trofeu Calvià
  - 1r al Trofeu Sòller
  - Vencedor de 4 etapes del Tour de França
  - Vencedor de 2 etapes de la París-Niça
  - Vencedor de 2 etapes de la Volta a Andalusia
- 1999
  - 1r a la Gant-Wevelgem
  - Vencedor de 3 etapes del Tour de França
  - Vencedor de 2 etapes de la Volta a Andalusia
  - Vencedor d'una etapa de la París-Niça
  - Vencedor d'una etapa dels Tres dies de La Panne
- 2000
  - Vencedor de 2 etapes del Tour de França
  - Vencedor de 2 etapes del Tour de Valònia
  - Vencedor d'una etapa del Tour del Mediterrani
  - Vencedor d'una etapa de la París-Niça
  - Vencedor d'una etapa dels Tres dies de La Panne
- 2001
  - Vencedor de 2 etapes de la Volta a Suècia
  - Vencedor d'una etapa de la Volta a Alemanya
- 2002
  -  Campionat de Bèlgica en ruta
  - Vencedor d'una etapa de la Volta a Catalunya
  - Vencedor d'una etapa dels Quatre dies de Dunkerque
- 2003
  - Vencedor d'una etapa de l'Étoile de Bessèges
  - Vencedor d'una etapa de la Volta a Bèlgica
  - Vencedor d'una etapa de la Volta a Àustria
- 2004
  -  Campionat de Bèlgica en ruta
  - 1r al Gran Premi Stad Sint-Niklaas
  - Vencedor de 2 etapes de la Volta a Àustria
  - Vencedor d'una etapa de l'Étoile de Bessèges
  - Vencedor d'una etapa de la Volta a Luxemburg
- 2005
  - Vencedor de 2 etapes de l'Étoile de Bessèges
  - Vencedor d'una etapa de la Volta a l'Algarve
  - Vencedor d'una etapa dels Tres dies de La Panne

### Resultats al Tour de França
- 1997. Exclòs per haver llançat un bidó a Frédéric Moncassin (6a etapa)
- 1998. 86è de la classificació general. Vencedor de 4 etapes
- 1999. 104è de la classificació general. Vencedor de 3 etapes
- 2000. Abandona (12a etapa). Vencedor de 2 etapes
- 2001. Abandona (10a etapa)
- 2002. Abandona (5a etapa)

### Resultats al Giro d'Itàlia
- 2005. Abandona (3a etapa)

### Resultats a la Volta a Espanya
- 1996. 86è de la classificació general. Vencedor de 2 etapes
- 2005. Abandona (12a etapa)